# Wielkie nadzieje
Wielkie nadzieje (ang. Great Expectations) – powieść Karola Dickensa, publikowana w latach 1860–1861 w tygodniku „All the Year Round”. Utwór jest powieścią o dojrzewaniu, obrazującą dorastanie i przemianę moralną głównego bohatera.

## Okoliczności publikacji powieści
Dickens zamierzał opublikować Wielkie nadzieje od razu w formie książkowej. Do zmiany decyzji zmusił go jednak kryzys finansowy utworzonego przez niego tygodnika „All the Year Round”, tracącego stopniowo popularność. Zamieszczenie w nim nowej powieści Dickensa miało być sposobem na ponowne zainteresowanie czytelników periodykiem. Aby uwzględnić potrzeby i możliwości finansowe różnych czytelników, powieść była publikowana zarówno w formie cotygodniowych odcinków, jak i ukazujących się raz w miesiącu zeszytów. Powieść zyskała dużą popularność czytelniczą, poprawiając sprzedaż „All the Year Round”.

## Fabuła
Bohaterem powieści jest Pip, mały chłopiec wychowywany przez swoją siostrę i jej męża, kowala Joego. Pewnego dnia chłopczyk spotyka ukrywającego się przestępcę, który uciekł z więzienia. Pip zostaje poproszony przez niego o pomoc. Po kryjomu przynosi mężczyźnie odrobinę jedzenia, wodę i pilnik (wszystko ukradzione z domu siostry). Niedługo potem zbieg zostaje schwytany przez strażników. Kilka lat później Pip pracuje jako czeladnik u swojego szwagra. Jest nieszczęśliwie zakochany w Estelli, pięknej dziewczynce, którą poznał jako stosunkowo małe dziecko, a którą wychowuje zamożna, ekscentryczna stara panna Havisham. Sytuacja bohatera zmienia się, kiedy Estella opuszcza wioskę, a on sam otrzymuje od anonimowego darczyńcy ogromną sumę pieniędzy. Podejrzewa, że ofiarodawczynią jest panna Havisham. Pieniądze te pozwalają Pipowi na rozpoczęcie edukacji w Londynie. Bohater zaczyna stopniowo wstydzić się swojego pochodzenia i oddala się od rodziny. Tymczasem po kilku latach dowiaduje się, że osobą finansującą jego wykształcenie nie była panna Havisham (tym samym musi odrzucić nadzieje, że stara kobieta pragnęła jego małżeństwa z Estellą), ale Abel Magwitch, zbieg któremu niegdyś podarował jedzenie, a który po odbyciu kary, dorobił się ogromnego majątku w Australii. Pip czuje się upokorzony świadomością, że jego dobroczyńcą jest człowiek tak bardzo związany z przestępczym światem, jednak jego nastawienie zmienia się, kiedy podczas nieudanej próby ucieczki z kraju (w którym wciąż jest poszukiwany) Magwitch umiera. Pip traci majątek (którego postanowił się wcześniej zrzec) i zmuszony jest samodzielnie zarabiać na utrzymanie.

### Dwa zakończenia
Dickens początkowo zamierzał opublikować powieść z nieszczęśliwym zakończeniem (Pip pozostaje samotny, natomiast Estella, po pierwszym nieudanym małżeństwie, zostaje żoną skromnego lekarza), jednak namówiony przez swojego przyjaciela, Edwarda Bulwer-Lyttona zdecydował się na napisanie drugiego zakończenia, w którym Pip i Estella spotykają się i godzą. 

## Adaptacje filmowe (wybór)
- 1934 Great Expectations, reż. Stuart Walker – film produkcji amerykańskiej
- 1946 Wielkie nadzieje (Great Expectations), reż.  David Lean – film produkcji brytyjskiej
- 1959 Great Expectations – serial telewizyjny produkcji brytyjskiej (BBC)
- 1967 Great Expectations, reż. Alan Bridges – serial telewizyjny produkcji brytyjskiej (BBC)
- 1974 Wielkie nadzieje (Great Expectations), reż. Joseph Hardy – film produkcji amerykańsko-brytyjskiej
- 1981 Wielkie nadzieje (Great Expectations), reż. Julian Amyes – miniserial telewizyjny produkcji brytyjskiej (BBC)
- 1987 Great Expectations: The Untold Story, reż. Tim Burstall – spin-off, film telewizyjny produkcji brytyjsko-australijskiej
- 1989 Wielkie nadzieje (Great Expectations), reż. Kevin Connor – miniserial telewizyjny produkcji brytyjskiej
- 1998 Wielkie nadzieje (Great Expectations), reż. Alfonso Cuarón – film produkcji amerykańskiej
- 1999 Wielkie nadzieje (Great Expectations), reż. Julian Jarrold – film telewizyjny produkcji brytyjskiej (BBC)
- 2011 Wielkie nadzieje (Great Expectations), reż. Brian Kirk – trzyodcinkowy miniserial telewizyjny produkcji brytyjskiej
- 2012 Wielkie nadzieje (Great Expectations), reż. Mike Newell – film produkcji brytyjskiej